# Диско плесач
Диско плесач је индијски музички драмски филм из 1982. године, написан од стране Рахија Мејсом Разе, у режији Бабара Субхаша. У главној улози игра бенгалски глумац Митун Чакраборти, као и Ким Јашпал и Раџеш Кана. Филм говори о младом уличном извођачу. Диско плесач је посебно је познат по својим песмама које је компоновао Бапи Лахири. Песме из филма: „I am a Disco Dancer”, „Jimmy Jimmy Jimmy Aaja”, „Yaad Aa Raha Hai” и „Goro Ki Na Kaalo Ki” постале су веома популарне.
Филм је био светски успех, са популарношћу која се протеже преко јужне, централне и источне Азије, Совјетског Савеза, источне Европе, Блиског истока, Турске, источне и западне Африке. То је био један од најуспешнијих филмова у Совјетском Савезу, где је привукла публику од 60,9 милиона гледалаца. У Кини, филм је добио златну награду. 

## Улоге
- Митун Чакраборти као Анил / Џими
- Ким Јашпал као Рита Оберој
- Раџеш Кана као Мастер Рају
- Ом Пури као Дејвид Браон
- Ом Шивпури као П. Н. Оберои
- Гита Шидарт као Рада
- Каран Раздан као Сем
- Боб Христо као Руски гонич
- Калпана Лајер лао Ники Браон
- Мастер Субраманиум као мали Анил